# Tsjechië op het Eurovisiesongfestival 2018

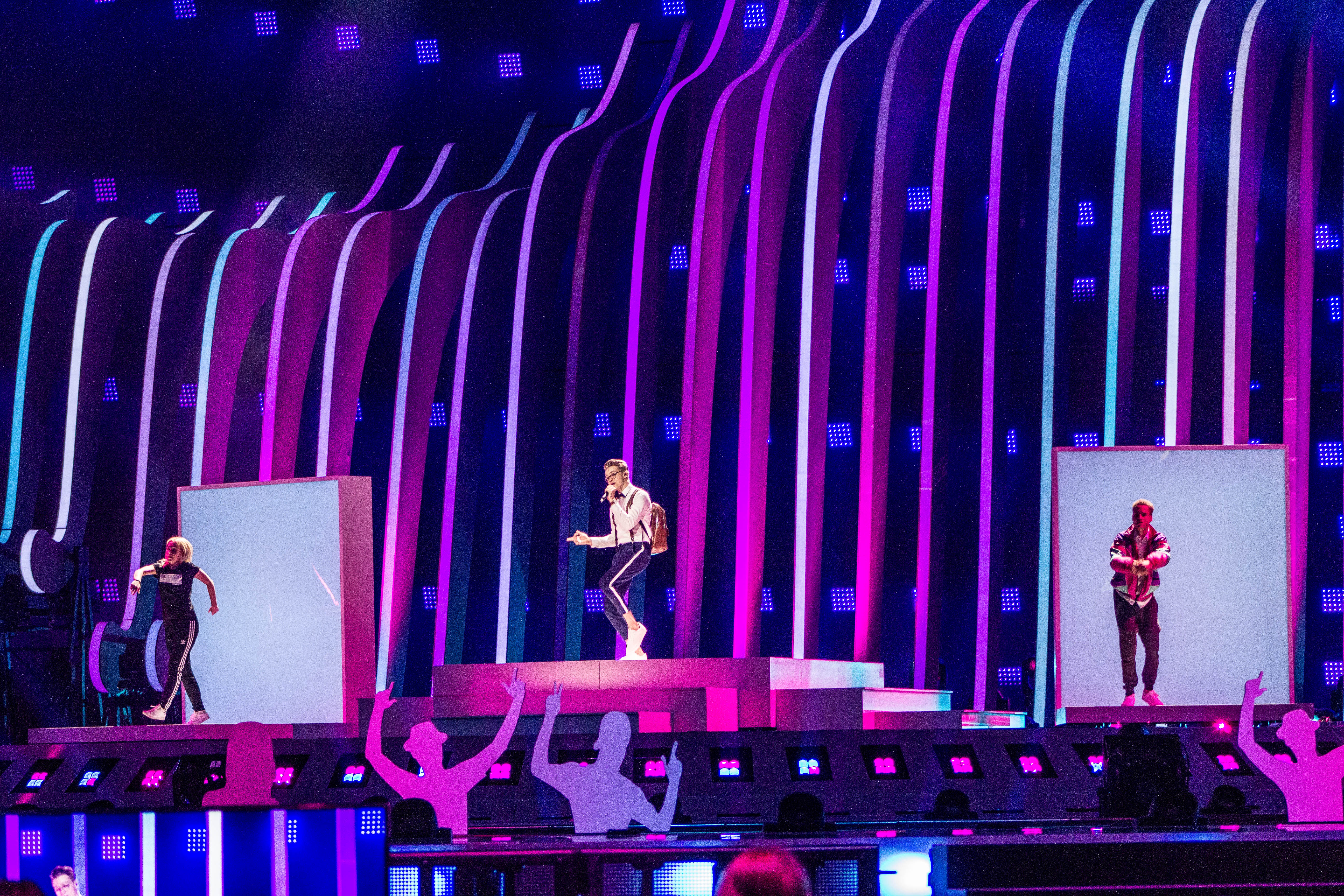
Mikolas Josef tijdens repetities in Lissabon.

Tsjechië nam deel aan het Eurovisiesongfestival 2018 in Lissabon, Portugal. Het was de 7de deelname van het land aan het Eurovisiesongfestival. ČT was verantwoordelijk voor de Tsjechische bijdrage voor de editie van 2018.

## Selectieprocedure
Tsjechië besloot het over een ander boeg te gooien; met vier deelnames en geen enkele finaleplaats was Tsjechië in 2015 na Andorra het minst succesvolle land in de geschiedenis van het Eurovisiesongfestival. Een nieuwe nationale preselectie werd bedacht, die werd gewonnen door zanger en model Mikolas Josef. Eerder, in 2017 weigerde hij in mee te doen, maar bracht met Lie to me daar verandering in.

## In Lissabon
Mikolas plaatste zich in de halve finale met een derde plek (232 punten) en wist in de finale de zesde plaats te bemachtigen (281 punten). Vooral bij de televoting was Mikolas populair. Hij kreeg twaalf punten van Oostenrijk en Israël. De zesde plaats was de hoogste score voor Tsjechië tot dan toe. 
2007 · 2008 · 2009 · 2010-2014 · 2015 · 2016 · 2017 · 2018 · 2019 · 2020 · 2021 · 2022 · 2023 · 2024 · 2025
Albanië · Armenië · Australië · Azerbeidzjan · België · Bulgarije · Cyprus · Denemarken · Duitsland · Estland · Finland · Frankrijk · Georgië · Griekenland · Hongarije · Ierland · IJsland · Israël · Italië · Kroatië · Letland · Litouwen · Macedonië · Malta · Moldavië · Montenegro · Nederland · Noorwegen · Oekraïne · Oostenrijk · Polen · Portugal · Roemenië · Rusland · San Marino · Servië · Slovenië · Spanje · Tsjechië · Verenigd Koninkrijk · Wit-Rusland · Zweden · Zwitserland